# Amasis (Schiff, 1914)
Die Amasis war ein deutsches Kombischiff der Deutschen Dampfschiffahrts-Gesellschaft Kosmos und wurde im Mai 1914 als zweites Schiff mit diesem Namen und als Typschiff einer Reihe von Kombischiffen von der Flensburger Schiffbau-Gesellschaft fertiggestellt. Das Schiff diente als Versorger des Kreuzers Leipzig und dann des Kreuzergeschwader des Grafen Spee. Bevor dieses in den Atlantik wechselte, wurde die Amasis entlassen und suchte in Punta Arenas Zuflucht.
Nach Ende des Ersten Weltkriegs wurde das Schiff nach Deutschland überführt, in Stand gesetzt und nach Großbritannien ausgeliefert. Im August 1921 wurde die Amasis von der Reederei Aznar in Bilbao gekauft und unter dem Namen Altube-Mendi wieder in Fahrt gebracht. Im November 1924 kaufte die DDG Kosmos das Schiff zurück und benannte es Uarda, da der alte Name seit 1923 von einem Neubau geführt wurde. Durch die Fusion der Gesellschaften kam die Uarda zwei Jahre später in den Besitz der Hapag. Am 25. Oktober 1934 wurde die Uarda ex Amasis nach Genua zum Abbruch verkauft.

## Geschichte des Schiffes
Seit dem Kampf mit Kirstens Hamburg-Pacific-Linie hatte die DDG Kosmos bis 1909 die Passagierkapazitäten ihre Kombischiffe auf der Linie zur Westküste Amerikas kontinuierlich leicht gesteigert. Zuletzt waren von der Reiherstiegwerft die Schwesterschiffe Roda und Heluan geliefert worden. Diese Dampfer waren 7250 BRT groß, hatte eine Ladekapazität von 9200 tdw und Platz für 110 Fahrgäste in drei Klassen. Daneben hatte die Reederei aber auch schon reine Frachter beschafft.
Die Einbrüche im Passagiergeschäft und die absehbare Eröffnung des Panamakanals veranlassten die DDG-Kosmos von der weiteren Beschaffung von Schiffen mit größerer Passagiereinrichtung abzugehen. Nach der Beschaffung der vorgenannten Kombischiffe verkaufte zwei der Kombischiffe (Edfu, Esne) nach nur fünf Jahren Einsatzzeit an die DOAL und bestellte neue Schiffe von 7000 BRT als Frachtschiffe mit einer erheblich eingeschränkten Passagierkapazität von 6 Kabinenplätzen Erster Klasse, verzichtete total auf die Zweite Klasse und bot noch 35 Plätze Dritter Klasse im Heck.
1896 hatte die britische Werft Connel schon eine nach dem ägyptischen Pharao benannte Amasis von 4612 BRT geliefert, die von der DDG Kosmos 1913 an die Continentale Rhederei AG verkauft worden war und dort als Eichsfeld einsetzt wurde.
Die zweite Amasis lief am 17. März 1914 bei der Flensburger Schiffbaugesellschaft als Typschiff einer neuen Klasse vom Stapel, die wieder vierzehn Fahrgästen in der Ersten Klasse Platz bot, weiter auf eine Zweite Klasse verzichtete und auch eine bescheidene Einrichtung für Fahrgäste Dritter Klasse im Achterschiff beibehielt. Am 17. Mai 1914 wurde die Amasis abgeliefert, der bis zum 16. August 1914 noch die Schwesterschiffe Ammon von derselben Bauwerft, die Totmes von der AG Neptun und die Denderah von Tecklenborg folgten.
Die Schiffe wurden von einer Dreifach-Expansions-Dampfmaschine der jeweiligen Bauwerft angetrieben, die von vier Kesseln versorgt wurde, auf der Amasis 3600 PS leistete und eine Dienstgeschwindigkeit von 11 Knoten ermöglichte. Die Schiffe hatten eine Länge von 149 m und eine Tragfähigkeit von über 12000 tdw.
Die Amasis war das einzige Schiff der Klasse, das vor Kriegsausbruch 1914 noch Südamerika erreichte. Die Jungfernreise der Totmes endete schon in Antwerpen und die beiden anderen gelangten gar nicht in einen zivilen Einsatz unter deutscher Flagge.
Drei ähnliche wurden noch während des Krieges gebaut, kamen aber nicht zum Einsatz und wurden 1919 an die Siegermächte ausgeliefert.

### Versorgungsschiff der Kaiserlichen Marine
Die Amasis wurde nach dem Kriegsausbruch als Versorger für den ebenfalls an der befindlichen amerikanischen Westküste kleinen Kreuzer Leipzig herangezogen. Der an der mexikanischen Pazifikküste stationierte Kreuzer wollte bei Kriegsausbruch zum Kreuzergeschwader des Grafen Spee zurückkehren. Nach unzureichender Versorgung am 17. August 1914 in San Francisco war der Kreuzer auf Beute oder die Unterstützung deutscher Hilfsschiffe angewiesen.
Die Amasis traf den Kreuzer am 19. September 1914 bei der Insel Chatham. Am 3. Oktober marschierten die beiden Schiffe von den Galapagos-Inseln weiter zur Osterinsel, wo das Zusammentreffen mit dem Geschwader am 14. stattfand. Unterwegs hatten sich dann noch die Kosmos-Dampfer Karnak (1912, 7044 BRT) und Anubis (ex Luciana, 1898, 4763 BRT), die Vorräte und Kohlen für das Geschwader an Bord hatten, der Leipzig angeschlossen. Die Amasis marschierte mit dem Tross des Geschwaders über die Insel Más a Tierra (dort Versorgung des Geschwaders vor und nach dem Seegefecht bei Coronel) zur St. Quentin Bucht im Nord-Osten des Golf von Penas im Süden Chiles, wo vom 21. bis. 26. November die letzte große Versorgung des Geschwaders stattfand und wurde dann fast leer nach Punta Arenas entlassen. Sollte als Funkmittler dienen. Vom 13. bis 20. Dezember traf sich die Amasis mit dem aus der Falklandschlacht entkommenen Kreuzer Dresden in der Hewett-Bucht nahe Punta Arenas, der fast alle verbliebenen Kohlen erhält. Kehrte dann nach Punta Arenas zurück.

### Unter anderen Flaggen
Die bis zum Ende des Ersten Weltkriegs in Punta Arenas, Chile, aufliegende Amasis wurde zur Auslieferung an die Alliierten nach Deutschland überführt. 1921 wurde das instandgesetzte Schiff an Großbritannien ausgeliefert, wo es nach Spanien verkauft wurde. Die in Bilbao ansässige Reederei Cia. Naviera Soto Y Aznar setzte das Schiff ab 1921 als Altube-Mendi ein. Diese spanische Reederei hatte im Ersten Weltkrieg ihre gesamte Flotte an die britische Admiralität vermietet und 16 Schiffe verloren. Neben der Amasis erwarb die spanische Reederei auch noch die Anhalt des NDL, die bis zum Rückkauf durch den NDL als Aya Mendi eingesetzt wurde.

### Wieder unter deutscher Flagge
1924 kaufte die DDG Kosmos die ehemalige Amasis aus Spanien zurück. Da die Gesellschaft seit 1923 eine dritte Amasis in Dienst hatte, wurde das alte Schiff in Uarda (3) umbenannt. Als Frachtschiff kam es wieder in seinem Stammfahrtgebiet zum Einsatz. In der beginnenden großen Schifffahrtskrise wurde die Uarda schon 1930 aufgelegt. Am 25. Oktober 1934 wurde die aufliegende Uarda ex Amasis nach Genua zum Abbruch verkauft.
| Schicksal der Schwesterschiffe | Schicksal der Schwesterschiffe | Schicksal der Schwesterschiffe | Schicksal der Schwesterschiffe | Schicksal der Schwesterschiffe | Schicksal der Schwesterschiffe |
| ------------------------------ | ------------------------------ | ------------------------------ | ------------------------------ | ------------------------------ | --- |
| Name                           | Bauwerft                       | BRT                            | Stapellauf                     | in Dienst                      | weiteres Schicksal |
| Ammon                          | FSG Bau-Nr. 339                | 7233                           | 16.05.1914                     | 16.07.1914                     | Juni 1920 ausgeliefert nach Großbritannien, Januar 1921 Hain SS: Trewinnard, 1924 Federal Steam: Pakipaki, Oktober 1933 Abbruch in Italien |
| Totmes                         | AG Neptun Bau-Nr. 338          | 7390                           | 26.04.1914                     | oo.07.1914                     | 1914 Antwerpen, Mai 1919 ausgeliefert, Februar 1921 David SS: St.Alban´s Abbey, März 1922 niederländische VNS: Arendskerk, März 1935 italienische Ernesto, September 1943 Mittelmeer-Reederei, 1945 wieder Italien, nach Strandung im Mai im November 1954 zum Abbruch in Japan |
| Denderah                       | Tecklenborg Bau-Nr. 262        | 7310                           | 23.06.1914                     | 16.08.1914                     | 1915 Verkauf an niederländische Holland-Amerika-Lijn (HAL): Moerdijk, 1919 als Denderah an Großbritannien ausgeliefert, Oktober 1920 an niederländische HAL: Moerdijk, 1931 aufgelegt, August 1933 Abbruch in Japan                                                             |
| ähnliche Kriegsbauten          |                                |                                |                                |                                | |
| Sesostris                      | FSG Bau-Nr. 344                | 7242                           | 1914                           | 1915                           | 1919 an Großbritannien ausgeliefert, 1921 David SS, 1921 niederländische VNS: Oldekerk, 1934 Griechenland Phaeax, 1939 Panama, 1940 vor Japan aufgelaufen |
| Itauri                         | FSG Bau-Nr. 345                | 7217                           | 1915                           | 1916                           | 1919 an Großbritannien ausgeliefert, 1920 Lloyd Royal Belge: Carlier, 1943 durch deutsche Flugzeuge versenkt |
| Isis                           | Tecklenborg Bau-Nr.            | 8864                           | .1916                          | .12.1916                       | 1919 an Großbritannien ausgeliefert, 1921 David SS: Malvolio, 1921 niederländische VNS: Aagtekerk, 1932 Abbruch Japan |